# José Aguinaga
José Luis Aguinaga Morinigo (Madrid, España; 11 de mayo de 1995) es un futbolista español. Juega de delantero o centrocampista en el Miami United FC de la United Premier Soccer League.

## Trayectoria

### Inicios
Aguinaga nació en Madrid y comenzó su carrera en las inferiores del Rayo Vallecano y en 2009 entró en la cantera del Real Madrid. Estuvo dos años en el Real y se unió a las inferiores del Getafe FC.
En 2014 llegó a los Estados Unidos, y jugó al soccer universitario para los Rider Broncs de la Universidad de Rider entre 2014 y 2017. Disputó un total de 76 encuentros, anotó 18 goles y registró 32 asistencias.
En su etapa en los Broncs, Aguinaga también jugó para el Seattle Sounders U-23 y los New York Red Bulls U-23 de la USL PDL.

### New York Red Bulls
El 21 de enero de 2018, el español fue seleccionado por el New York Red Bulls en el puesto 85 del SuperDraft de la MLS 2018. Firmó contrato con el New York Red Bulls II de la USL el 15 de marzo de 2018. Debutó profesionalmente el 31 de marzo en la victoria por 5:2 sobre el Charleston Battery. Anotó su primer gol para los Red Bulls el 7 de abril al Richmond Kickers, el que fue el gol del empate 1:1.

### Phoenix Rising FC
El 18 de diciembre de 2018, Aguinaga fichó por el Phoenix Rising FC de la USL.

### El Paso Locomotive
El 8 de enero de 2021 fichó en El Paso Locomotive.

### CD Torrijos
El 4 de marzo de 2022 regresó a España y fichó en el CD Torrijos de la Tercera División RFEF.

## Estadísticas
Actualizado al último partido disputado el 8 de marzo de 2020.
| New York Red Bulls II Estados Unidos | 2.ª           | 2018          | 24 | 6 | - | - | - | - | 24 | 6 |
| New York Red Bulls II Estados Unidos | Total club    | Total club    | 24 | 6 | 0 | 0 | 0 | 0 | 24 | 6 |
| Phoenix Rising FC Estados Unidos     | 2.ª           | 2019          | 31 | 3 | 1 | 0 | - | - | 32 | 3 |
| Phoenix Rising FC Estados Unidos     | 2.ª           | 2020          | 1  | 0 | 0 | 0 | - | - | 1  | 0 |
| Phoenix Rising FC Estados Unidos     | Total club    | Total club    | 32 | 3 | 1 | 0 | 0 | 0 | 33 | 3 |
| Total carrera                        | Total carrera | Total carrera | 56 | 3 | 1 | 0 | 0 | 0 | 57 | 9 |
| (1) Incluye datos de la US Open Cup  |               |               |    |   |   |   |   |   |    |   |